# British Empire and Commonwealth Games 1954
Die British Empire and Commonwealth Games 1954 waren die fünfte Ausgabe jener Veranstaltung, die heute unter dem Namen Commonwealth Games bekannt ist. Sie fanden vom 30. Juli bis 7. August 1954 in der kanadischen Stadt Vancouver statt.
Ausgetragen wurden 91 Wettbewerbe in den Sportarten Bowls, Boxen, Fechten, Gewichtheben, Leichtathletik, Radfahren, Ringen, Rudern und Schwimmen (inkl. Wasserspringen). Es nahmen 662 Sportler aus 24 Ländern teil. Hauptwettkampfort war das Empire Stadium.
Als aufsehenerregendster Wettkampf gilt der Meilenlauf der Männer, das als „Jahrhundertrennen“ in die Geschichte einging. Der Engländer Roger Bannister schlug den australischen Weltrekordhalter John Landy, wobei beide unter der „magischen“ Vier-Minuten-Grenze blieben, die lange Zeit als unerreichbar galt. Es war auch das erste Leichtathletik-Ereignis, das weltweit live im Fernsehen ausgetragen wurde.

## Teilnehmende Länder

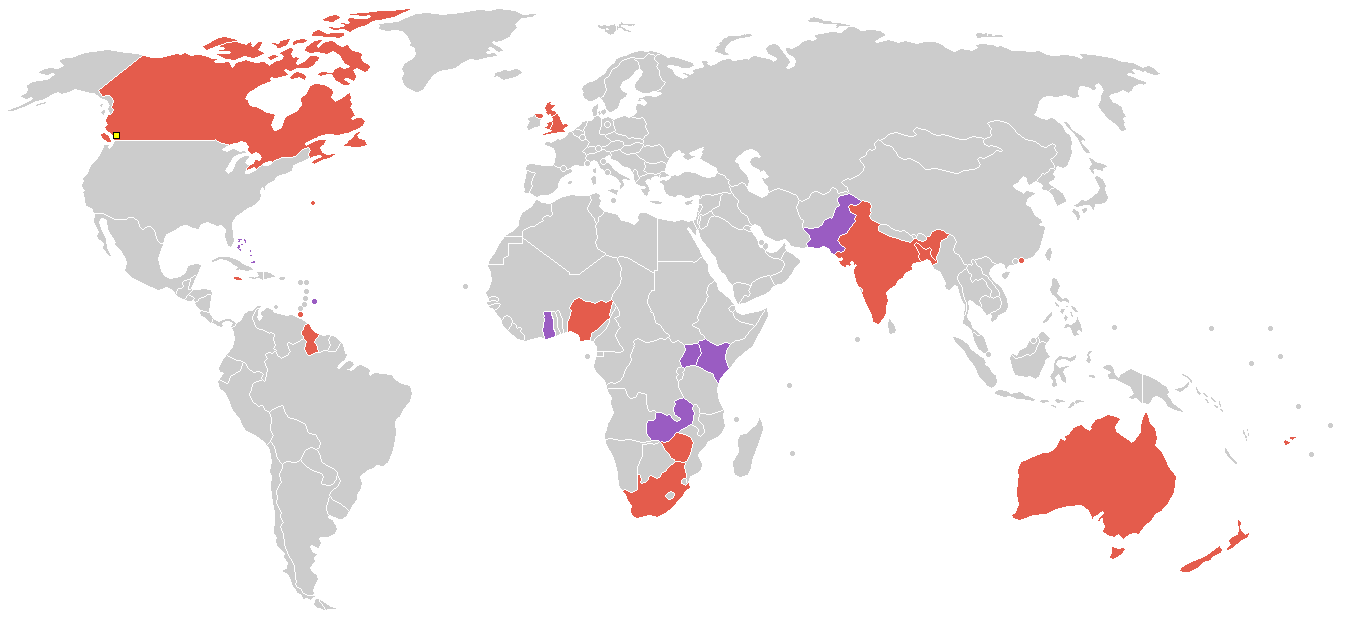
Teilnehmende Länder (violett: erstmalige Teilnahme)

- Australien
- Bahamas
- Barbados
- Bermuda
- Britisch-Guayana
- England
- Fidschi
- Goldküste
- Hongkong
- Indien
- Jamaika
- Kanada
- Britisch-Ostafrika
- Neuseeland
- Nigeria
- Nordirland
- Nordrhodesien
- Pakistan
- Schottland
- Südafrikanische Union
- Südrhodesien
- Trinidad und Tobago
- Uganda
- Wales

## Ergebnisse
- Bowls
- Boxen
- Fechten
- Gewichtheben
- Leichtathletik
- Radsport
- Ringen
- Rudern
- Schwimmen
- Wasserspringen

## Medaillenspiegel
| Platz | Land                  | Gold | Silber | Bronze | Gesamt |
| ----- | --------------------- | ---- | ------ | ------ | ------ |
| 01.   | England               | 23   | 24     | 20     | 67     |
| 02.   | Australien            | 20   | 11     | 17     | 48     |
| 03.   | Südafrikanische Union | 16   | 6      | 14     | 36     |
| 04.   | Kanada                | 9    | 21     | 14     | 44     |
| 05.   | Neuseeland            | 7    | 7      | 5      | 19     |
| 06.   | Schottland            | 6    | 2      | 5      | 13     |
| 07.   | Südrhodesien          | 3    | 6      | 3      | 12     |
| 08.   | Trinidad und Tobago   | 2    | 2      | -      | 04     |
| 09.   | Nordirland            | 2    | 1      | -      | 03     |
| 10.   | Nigeria               | 1    | 3      | 3      | 07     |
| 11.   | Pakistan              | 1    | 3      | 2      | 06     |
| 12.   | Wales                 | 1    | 1      | 5      | 07     |
| 13.   | Jamaika               | 1    | -      | -      | 01     |
| 14.   | Barbados              | -    | 1      | -      | 01     |
| 14.   | Hongkong              | -    | 1      | -      | 01     |
| 14.   | Uganda                | -    | 1      | -      | 01     |
| 17.   | Britisch-Guayana      | -    | -      | 1      | 01     |
| 17.   | Nordrhodesien         | -    | -      | 1      | 01     |